# 博桑布朗
博桑布朗（法語：Beausemblant，法語發音：[bozɑ̃blɑ̃]）是法国德龙省的一个市镇，位于该省西北部，属于瓦朗斯区。

## 地理
博桑布朗（45°13'1"N, 4°49'49"E）面积11.67 平方千米，位于法国奥弗涅-罗讷-阿尔卑斯大区德龙省，该省份为法国东南部内陆省份，北起顺时针与伊泽尔省、上阿尔卑斯省、上普罗旺斯阿尔卑斯省、沃克吕兹省和阿尔代什省接壤。
与博桑布朗接壤的市镇（或旧市镇、城区）包括：阿尔邦、昂当塞特、拉韦龙、圣于兹。

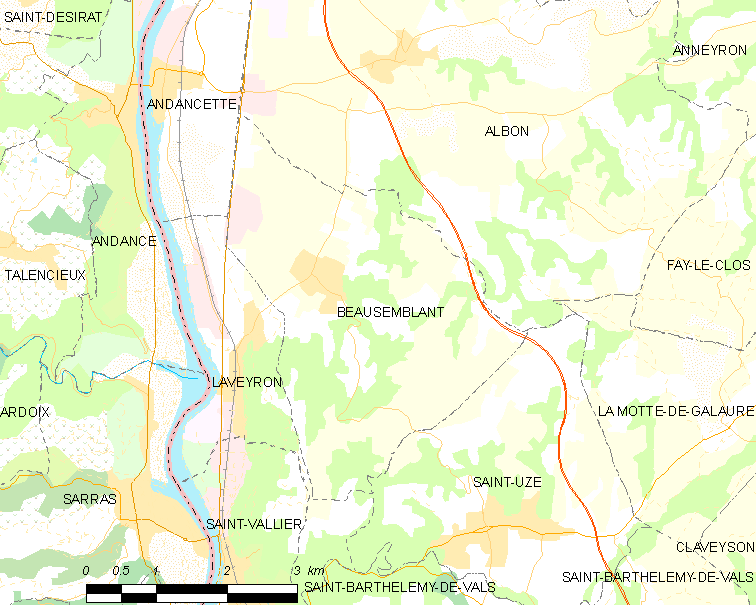
博桑布朗的OSM定位图

博桑布朗的时区为UTC+01:00、UTC+02:00（夏令时）。

## 行政
博桑布朗的邮政编码为26240，INSEE市镇编码为26041。

## 政治
博桑布朗所属的省级选区为圣瓦利耶县。

## 人口

1962-2008年间博桑布朗人口变化图示

博桑布朗于2022年1月1日时的人口数量为1453人。